# Новозеландски скат
Новозеландският скат, още новозеландско торпедо (Tetronarce fairchildi), е вид хрущялна риба от семейство торпедови (Torpedinidae).

## Разпространение и местообитание
Видът е разпространен във водите около Нова Зеландия (Северен остров, Чатъм и Южен остров).
Обитава крайбрежията и пясъчните дъна на морета и рифове. Среща се на дълбочина от 5 до 1153 m.

## Описание
На дължина достигат до един метър.